# Luis Fernando Alvés
Luis Fernando Alvés (Madrid, 2 d'abril de 1960) és un actor espanyol.
Format en l'àmbit teatral, va assolir la fama fent de protagonitza a la sèrie de TVE El mundo de Juan Lobón (1989), al costat de Maribel Verdú. Dos anys després, s'estrenava com a presentador, de nou amb Verdú al programa sobre cinema Primer plano, en Canal + i en el qual va romandre uns mesos.
Durant la primera meitat dels anys noranta prova també sort en la gran pantalla, amb èxit desigual. De les seves experiències cinematogràfiques poden destacar-se títols com La punyalada (1990), El laberinto griego (1992), de Rafael Alcázar, Rosa rosae, de Fernando Colomo, Malena es un nombre de tango (1996), de Gerardo Herrero o El amor perjudica seriamente la salud (1997), de Manuel Gómez Pereira.
En qualsevol cas, ha estat la televisió el mitjà en el qual amb major profusió s'ha prodigat, bé en tasques de presentador a Amor a primera vista (1992), a Telemadrid, o Una de tres (1994) i La noche de los castillos (1995), a TVE, o bé com a actor: El mundo de Juan Lobón (1989), Todos los hombres sois iguales (1996-1998), Jacinto Durante, representante (2000), Paraíso (2000-2003), que va protagonitzar, llas y el sexo débil (2006) o Maitena: Estados alterados (2008) i Hospital Central (2008).
En teatre, ha intervingut, entre altres als muntatges Los buenos días perdidos (1991), A media luz los tres (2001), de Miguel Mihura, amb Esperanza Roy, Ana en el trópico (2005), amb Lolita Flores, La señorita de Trevélez (2007), amb Ana Marzoa, Felices Treinta (2009), Testigo de cargo (2012) d'Agatha Christie o La asamblea de las mujeres (2015), d'Aristòfanes.
Va mantenir una relació sentimental amb l'actriu Carolina Cerezuela des de 2002 fins a 2006.

## Sèries de televisió
| Any         | Sèrie                          | Canal     | Personatge                 | Notes        |
| ----------- | ------------------------------ | --------- | -------------------------- | ------------ |
| 1989        | El mundo de Juan Lobón         | La 1      | Juan Lobón                 | 5 episodis   |
| 1989        | Primera función                | La 1      |                            | 1 episodi    |
| 1989        | Brigada Central                | La 1      | Germinal                   | 1 episodi    |
| 1992        | Curvas peligrosas              | Antena 3  | Gerald                     | 1 episodi    |
| 1993        | Cuentos de Borges              | La 1      | Francisco Real             | 1 episodi    |
| 1993        | Los ladrones van a la oficina  | Antena 3  | Fill del Duque             | 1 episodi    |
| 1994        | Encantada de la vida           | Antena 3  |                            | 1 episodi    |
| 1995        | Cangurs                        | Antena 3  | Enrique                    | 1 episodi    |
| 1995 - 1999 | Telepasión Española            | La 1      | Diversos Personatges       | 2 episodis   |
| 1996        | Oh, Espanya!                   | TV3       | Poido                      | 1 episodi    |
| 1996 - 1998 | Todos los hombres sois iguales | Telecinco | Juan Luis                  | 67 episodis  |
| 2000        | Jacinto Durante, representante | La 1      | Ricardo                    | 13 episodis  |
| 2000 - 2003 | Paraíso                        | La 1      | Raúl                       | 41 episodis  |
| 2003        | Desenlace                      | Antena 3  |                            | 1 episodi    |
| 2004        | Diez en Ibiza                  | La 1      |                            | 1 episodi    |
| 2005 - 2009 | Hospital Central               | Telecinco | Dr. Castilla / Jaime       | 6 episodis   |
| 2006        | Ellas y el sexo débil          | Antena 3  | Mario                      | 4 episodis   |
| 2006        | Los Serrano                    | Telecinco | Leonardo                   | 1 episodi    |
| 2006        | El comisario                   | Telecinco |                            | 1 episodi    |
| 2007        | Hermanos y detectives          | Telecinco |                            | 1 episodi    |
| 2008 - 2010 | Maitena: Estados alterados     | laSexta   | José Villegas              | 80 episodis  |
| 2009        | MIR                            | Telecinco |                            | 2 episodis   |
| 2011        | Sofía                          | Antena 3  | Cristóbal Martínez Bordiú  | 2 episodis   |
| 2011        | Hoy quiero confesar            | Antena 3  | Julián                     | 2 episodis   |
| 2014        | Ciega a citas                  | Quatre    | Ángel González             | 137 episodis |
| 2015        | Sin identidad                  | Antena 3  | Ministre de Sanitat        | 6 episodis   |
| 2017        | Apaches                        | Antena 3  |                            | 1 episodi    |
| 2018        | Traición                       | La 1      | Jutge Portela              | 1 episodi    |
| 2018        | Centro médico                  | La 1      |                            | 1 episodi    |
| 2019        | La otra mirada                 | La 1      | Entrenador                 | 1 episodi    |
| 2019        | Servir y proteger              | La 1      | Doctor Juan Carlos Salcedo | 8 episodis   |
| 2019        | La que se avecina              | Telecinco | Mateo "El Metralleta"      | 1 episodi    |